# Бернелл, Роберт
Роберт Бернелл (англ. Robert Burnell; ок. 1239 — 25 октября 1292) — епископ Бата и Уэлса (1275—1292), избранный архиепископ Кентерберийский (1278—1279).

## Биография

### Ранние годы
Роберт предположительно был сыном Роджера Бернелла, последнее упоминание о котором относится к 1259 году, и от которого он унаследовал половину имения Эктон в Шропшире. К 1266 году он сумел выкупить у других собственников вторую половину имения и построил в окрестностях деревни Эктон Бернелл фамильный замок Эктон Бернелл, руины которого сохранились до наших дней. Роберт Бернелл был приблизительно одного возраста с Эдуардом I и состоял в его окружении с тех пор, когда тот ещё был принцем.

### Церковная и государственная карьера
В 1274 году, после коронации Эдуарда, Бернелл занял должность лорда-канцлера, а в январе 1275 года он был избран епископом Бата и Уэлса. Период его канцлерства совпадает с временем принятия эдвардианских статутов, он отвечал за производство административных мер и документооборот королевского двора, оказывая таким образом влияние на повестку дня парламента.
В 1278 году Эдуард I попытался добиться выдвижения Роберта Бернелла на место умершего архиепископа Кентерберийского Роберта Килуордби, но ему воспротивился Папа Римский Николай III (только в 1279 году кафедру занял Джон Пэкхэм).
В 1280 году был принят «канцлерский меморандум» (chancery memorandum), в соответствии с которым канцлер, взаимодействуя с другими министрами, получил право сортировать поток петиций и других бумаг на имя короля, предоставляя лично монарху лишь наиболее важные.
Роберт Бернелл умер 25 октября 1292 года в Беруике (Нортамберленд) в период встречи шотландских и английских баронов, на которой Эдуард I должен был рассудить правомерность претензий на шотландский трон Джона Баллиола и Роберта Брюса. Похоронен в Уэлсе, в кафедральном соборе.